# Esmeralda (caracca)

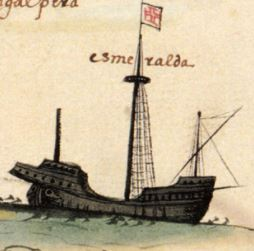
Esmeralda, dipinta in Livro das Armadas dá ındia (verso il 1568)

Esmeralda era una caracca portoghese che affondò nel maggio del 1503 al largo della costa dell'Oman. Faceva parte dell'Armada dell'India di Vasco da Gama diretta nel 1502 in India e comandata dallo zio materno del da Gama, Vicente Sodré. Individuata per la prima volta nel 1998 e rinvenuta e recuperata da David Mearns negli anni 2013–15, è la prima nave ritrovata dall'età europea delle scoperte.

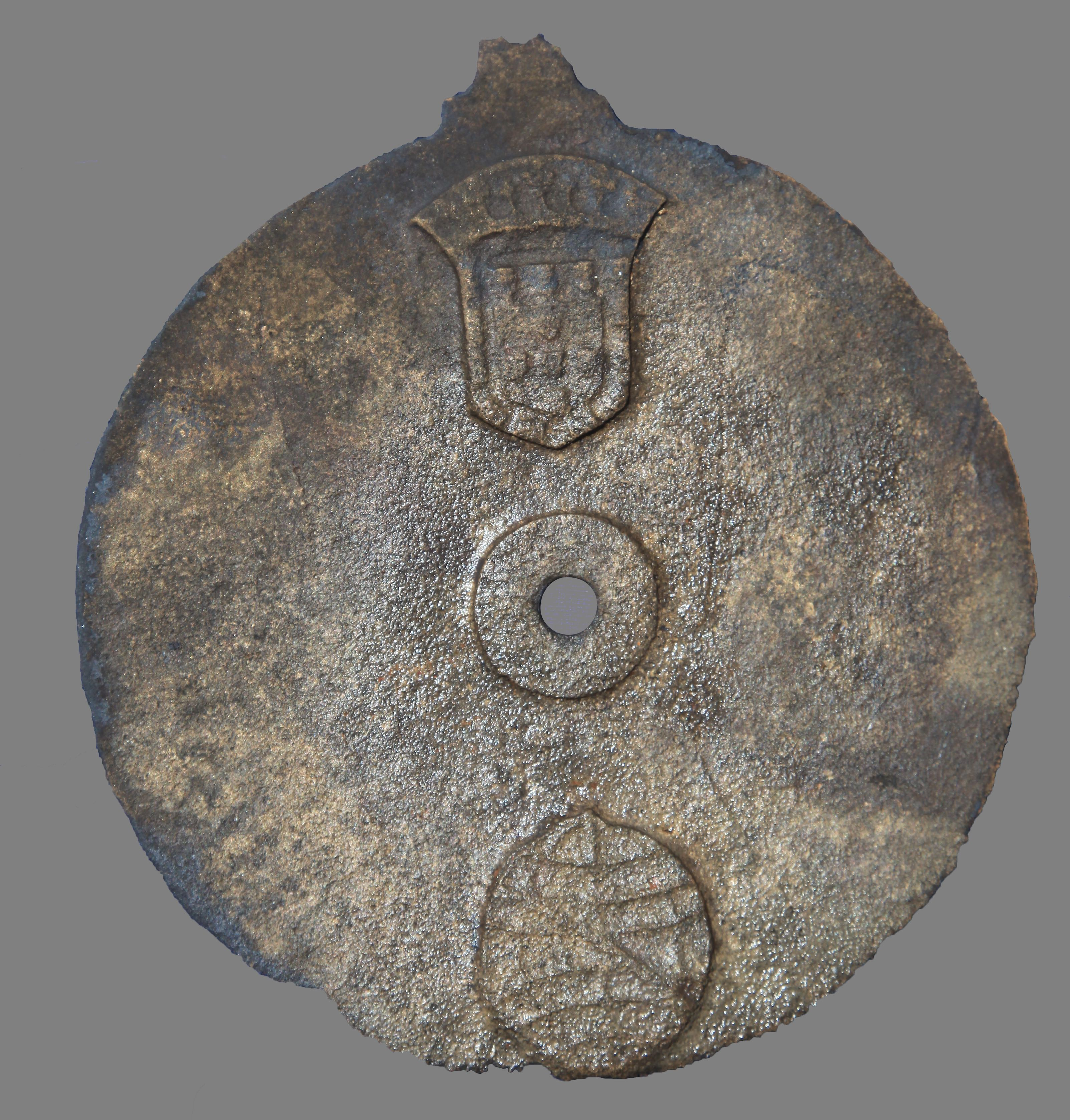
Un astrolabio recuperato dal naufragio della Esmeralda; National Museum of Oman, foto del 2016

Tra gli articoli recuperati nel luogo del naufragio sono stati trovati il primo astrolabio marino conosciuto, che si ritiene sia stato fabbricato tra il 1496 e il 1501 e una campana di nave del 1498.